# Volvo Cars

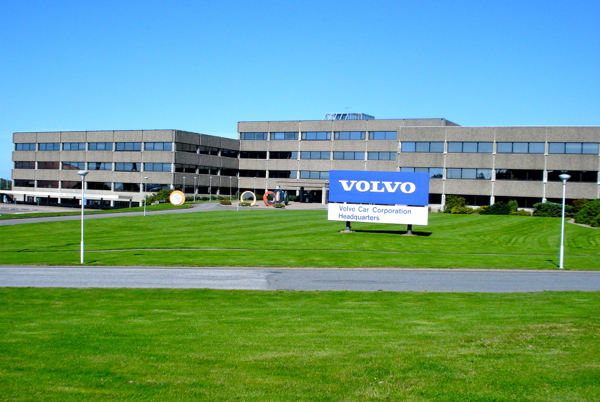
A sede da Volvo Cars em Gotemburgo, Suécia.

A Volvo Car Group (em sueco Volvo Personvagnar ou Volvo PV; conhecida como Volvo Cars) é uma fabricante de automóveis sueca fundada em 1926 em Gotemburgo, Suécia, e desde 2010 detida maioritariamente pela companhia chinesa Zhejiang Geely Holding Group e minoritariamente pelas sociedades suecas Första AP-fonden, AMF e Folksam. 

A sua sede central está em Gotemburgo, Suécia, e a sua sede na China está em Xangai. Os principais locais de produção estão em Gotemburgo (Suécia), Gent (Bélgica), Chengdu e Daqing (China) e Charleston (Estados Unidos), enquanto os motores são produzidos em Skövde (Suécia) e Zhangjiakou (China), e as outras componentes em Olofström (Suécia).
Originalmente, a Volvo foi constituída como subsidiária da fabricante de rolamentos SKF. Quando a Volvo AB foi introduzida na bolsa de valores sueca, em 1935, a SKF vendeu a maior parte de suas ações na empresa. 
Até 1999 a Volvo Cars pertenceu à AB Volvo, quando foi adquirida pela Ford Motor Company como parte de seu Premier Automotive Group. Em seguida, a Geely Holding Group comprou a Volvo da Ford em 2010.
A Volvo produz modelos que vão desde utilitários esportivos, SWs e sedans (salões) até sedans compactos executivos e coupés. Os modelos mais vendidos em 2016 foram XC60 (161 092), V40/V40 Cross Country (101 380), XC90 (91 522), S60/S60L/S60 Cross Country (61 941) e V60/V60 Cross Country (60 637). A China é o maior mercado da Volvo Cars, seguida dos Estados Unidos, Suécia, Grã-Bretanha e Alemanha. Em 2016, a Volvo registrou vendas globais de 534 332  carros.
A Volvo é frequentemente comparada a tratores e por vezes seus carros também recebem esse apelido, em parte porque a Volvo AB foi e continua sendo fabricante de equipamentos pesados, antigamente chamada Bolinder-Munktell, atualmente Volvo Construction Equipment. Há consumidores que consideram os modelos antigos lentos e pesados, o que fez com que seus carros ficassem conhecidos como “tijolos", uma forma carinhosa de chamar o clássico Volvo quadrado. Os modelos turbo, mais poderosos, ficaram conhecidos como “turbobricks”, ou “tijolos turbo”. A empresa modificou o estilo quadrado característico dos anos 70 e 80, produzindo modelos que conquistaram reputação por seu desempenho esportivo, incluindo o turbo Volvo 240, que, com o apoio da marca, ganhou o Campeonato Europeu de Carros de Turismo (European Touring Car Championship - ETCC) de 1985 e o Campeonato Australiano de Carros de Turismo (Australian Touring Car Championship – ATCC) de 1986.
A Volvo é conhecida por seus altos padrões de segurança. Proprietários de carros da marca geralmente se sentem orgulhosos de adquirir alta quilometragem; já se documentou que um Volvo 1800 S de 1966 dirigiu mais de 2.8 milhões de milhas e esse marco foi registrado no Livro Guinness dos Recordes como o veículo não comercial com o maior número de milhas dirigidas por um único proprietário. Alguns dados indicam que carros da Volvo são descartados com idade média de 18 anos, marca que só é superada pela Mercedes.

## História

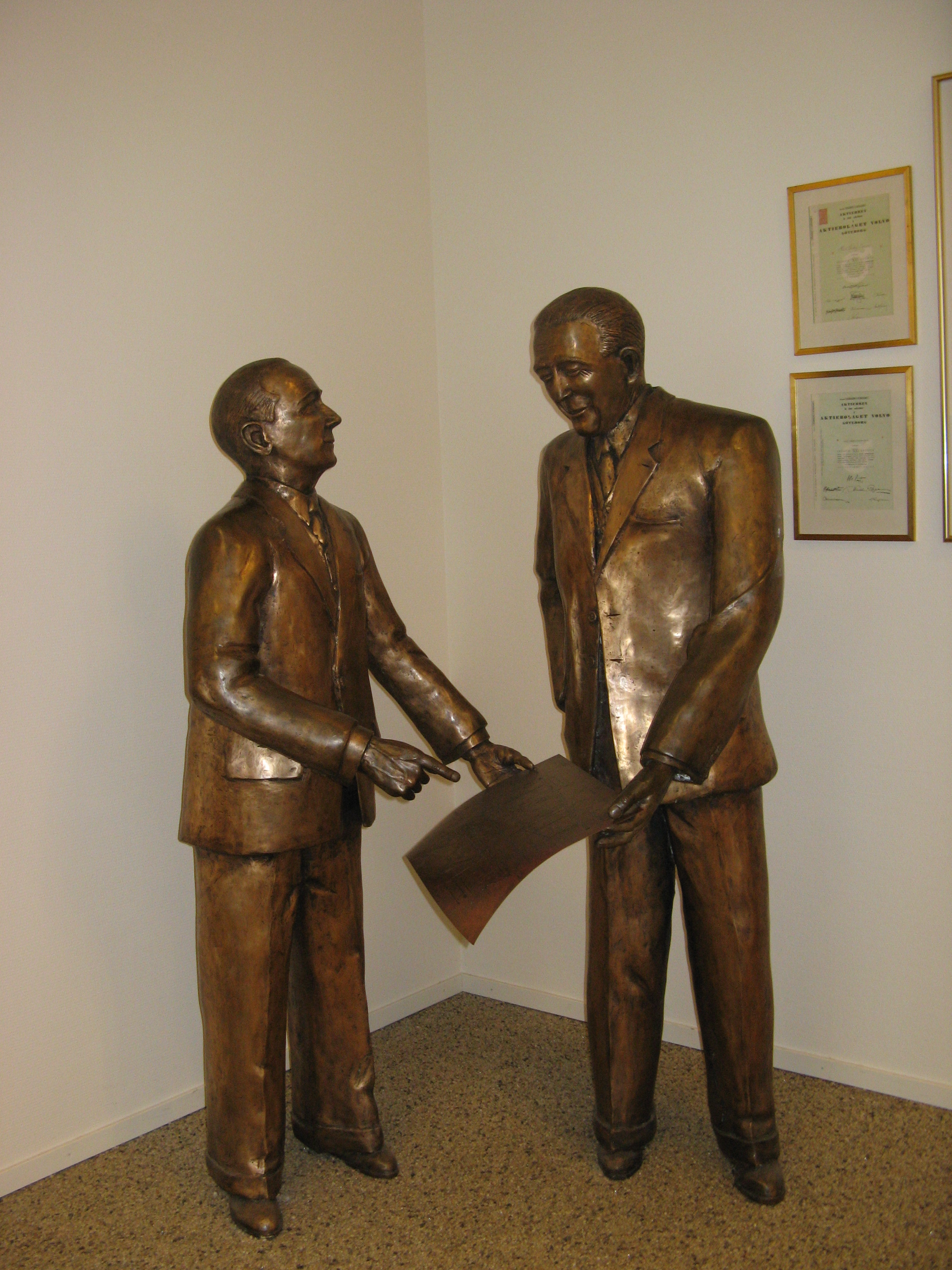
Gustav Larson e Assar Gabrielsson.

A Volvo foi fundada em Gotemburgo, Suécia, em 1927. A empresa foi criada como subsidiária propriedade 100% da SKF. Assar Gabrielsson foi designado como diretor executivo e Gustav Larson foi nomeado diretor técnico. "Carros são dirigidos por pessoas. Portanto, o princípio básico por trás de tudo que fazemos na Volvo é – e deve continuar sendo – segurança”. Assar Gabrielsson e Gustav Larson, 1927.

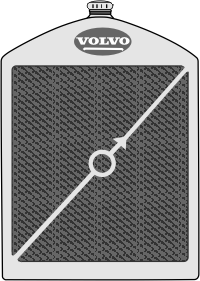
Logotipo da Volvo (Registrado na PRV), 1927.

A marca registrada Volvo foi registrada primeiramente pela SKF em 11 de maio de 1915 com a intenção de ser usada para uma série especial de rolamentos para o mercado americano, mas nunca foi usada com esse propósito. Compreende-se hoje que, em vez disso, a marca registrada da SKF foi utilizada para todos os produtos da SKF. Algumas pré-séries de rolamentos com a marca ‘Volvo’ chegaram a ser produzidas, mas nunca foram lançadas no mercado. A designação não voltou a ser usada até 1927, quando apareceu como marca registrada e nome da empresa de automóveis.
O primeiro carro da Volvo saiu da linha de montagem em 14 de abril de 1927 e se chamava Volvo ÖV 4. Em seguida, a nova empresa produziu veículos com teto fechado e cabriolés, projetados para suportar os rígidos clima e terreno suecos. No pedido de registro do logotipo da Volvo, feito em 1927, foi apresentada simplesmente uma cópia completa do radiador do ÖV4 visto de frente.
Em 1964, a Volvo abriu sua fábrica em Torslanda, Suécia, que atualmente é um de seus maiores locais de produção (principalmente de carros grandes e SUVs). Em seguida, em 1965, foi aberta uma fábrica em Gante, Bélgica, segundo maior local de produção da empresa (principalmente de carros pequenos). Enfim, em 1989, foi aberta uma fábrica em Uddevalla, Suécia, operada conjuntamente pela Volvo Car Corporation e pela italiana Pininfarina. Porém essa fábrica tem como previsto encerrar suas operações em 2013.

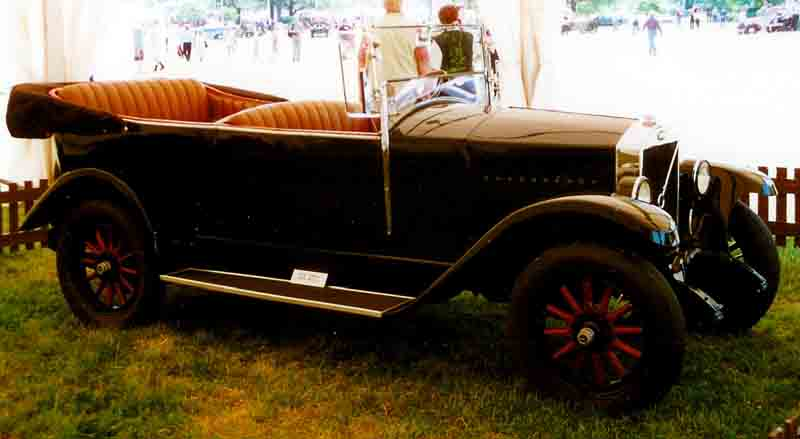
Volvo ÖV4 de Passeio, 1927.

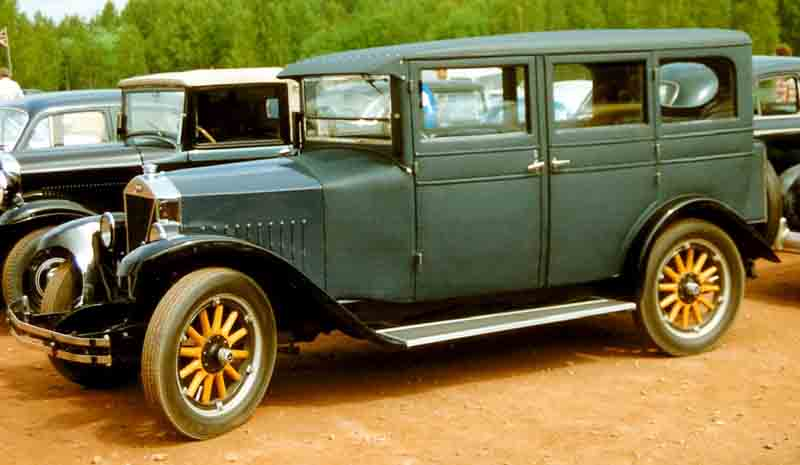
Sedan Volvo PV4 4 Portas, 1927.

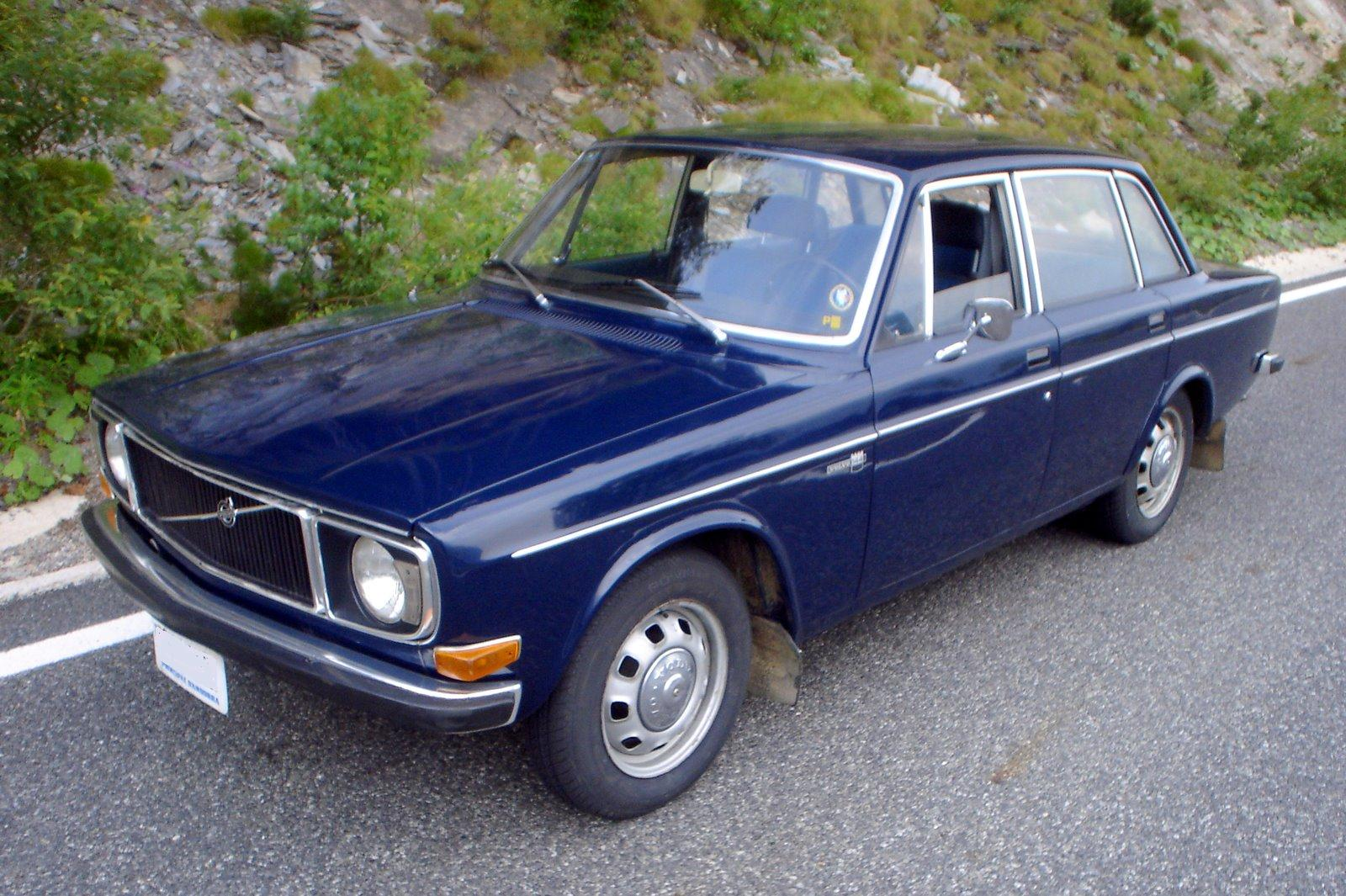
Sedan Volvo 144, 1972.

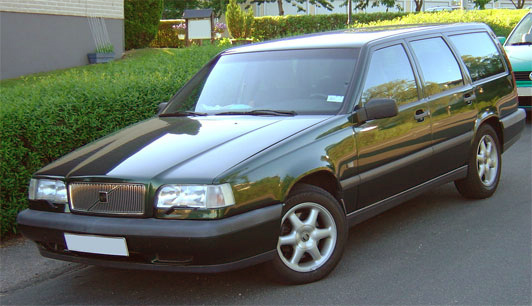
Perua Volvo 850.

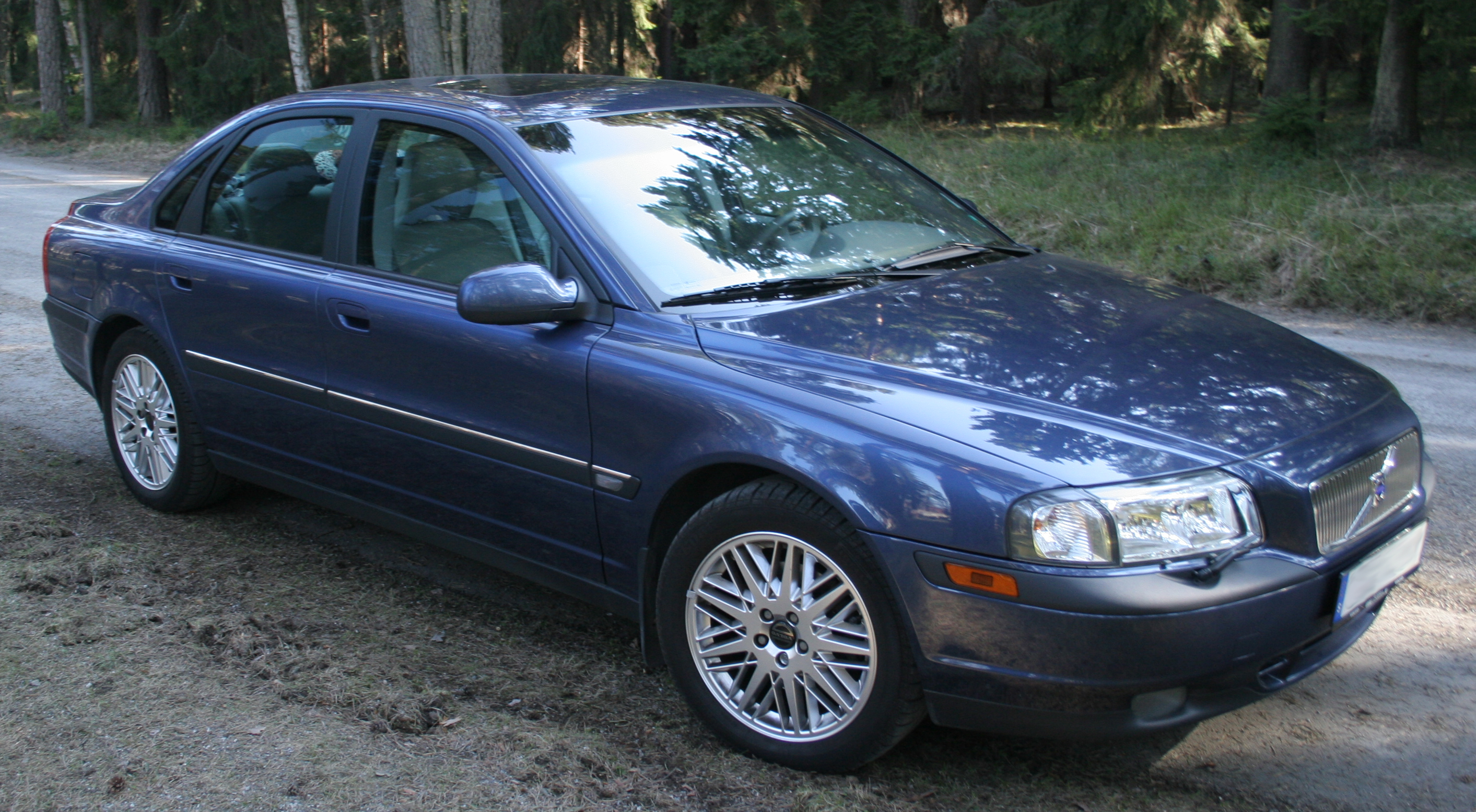
Volvo S80 2002.

O Museu da Volvo abriga uma coleção dos veículos históricos mais importantes da Volvo e foi aberto em espaço permanente em Arendal, Hisingen, em 30 de maio de 1995. Antes de ganhar um local definitivo, a coleção ficou guardada por muitos anos no “Hangar Azul”, no Aeroporto de Torslanda, fechado posteriormente.
No início da década de 70, a Volvo adquiriu a divisão de automóveis da empresa holandesa DAF, e passou a comercializar seus carros pequenos como Volvo antes de lançar Volvo 340 produzido na Holanda, que se tornou um dos carros mais vendidos do mercado britânico nos anos 80.
Como um dos maiores fabricantes de veículos comerciais do mundo, o Grupo Volvo tomou a iniciativa de vender seu setor de manufatura automotiva em 1998 para concentrar totalmente seus esforços no mercado de veículos comerciais.
A Ford, por outro lado, percebeu as vantagens de adquirir uma fabricante de automóveis europeia de porte médio, rentável, respeitada e renomada por seus aspectos de segurança, para somá-la a seu Premier Automotive Group. A compra dos direitos da Volvo Cars foi anunciada em 28 de janeiro de 1998 e, no ano seguinte, a aquisição foi completada por US$6,45 bilhões.
Como resultado da alienação, a marca registrada Volvo passou a ser utilizada por duas empresas diferentes:
- Grupo Volvo – fabricante de veículos comerciais e outros de propriedade sueca.
- Volvo Cars Corporation ou Volvo Cars – fabricante de automóveis de propriedade do Zhejiang Geely Holding Group, anteriormente pertencente à Ford Motor Company.

### Gestão Ford
A Volvo Car Corporation pertenceu ao Premier Automotive Group (PAG) da Ford Motor Company. Desde sua aquisição pelo PAG, a empresa aumentou sua variedade de veículos. Foi a única empresa que permaneceu sob propriedade do grupo após a venda da Jaguar, da Aston Martin e da Land Rover.
Após a venda da Jaguar Land Rover para a Tata Motors, da Índia, a Ford decidiu manter a Volvo Cars apesar das perdas de montagem e das significativas retrações econômicas. A Ford decidiu reestruturar os planos para a Volvo Cars, se voltando mais para o mercado de luxo ao lado de sedans, peruas e SUV crossovers um pouco mais populares da Mercedes e da BMW. O resultado foi uma luxuosa segunda geração do Volvo S80 e o novo crossover premium pequeno Volvo XC60.
Muito se discutiu sobre o destino da Volvo Cars durante o período de quebra de montadoras norte-americanas, incluindo a controladora da Volvo, a Ford. A preocupação sueca aumentou após a série de demissões em massa na Volvo, fazendo com que a Suécia entrasse em cena para ajudar sua indústria automotiva. O governo foi questionado a considerar a possibilidade de estatizar a Volvo ou promover o socorro financeiro da Volvo Cars e da SAAB, da GM. Por fim, a AB Volvo respondeu às discussões acaloradas e decidiu que não queria ver o fracasso da Volvo Cars, concordando então em ajudar a Volvo a cortar custos através de parcerias ou mesmo com uma possível propriedade compartilhada com um consórcio maior. A AB Volvo reforçou sua proposta e se mantém firme no sentido de não comprar a Volvo Cars novamente, nem se tornar sua proprietária majoritária. Sua vontade é de tão somente se tornar acionária de parte de sua antiga unidade automotiva.
A Ford anunciou em dezembro de 2008 que estava considerando a possibilidade de vender a Volvo Cars, promovendo complexas avaliações; O valor de venda registrado foi de US$ 6 bilhões; no entanto, a Ford tentaria, naquele momento, fazer da Volvo uma empresa independente. O governo sueco ficou interessado em ajudar, possivelmente adquirindo a Volvo Cars num futuro próximo, junto da AB Volvo. Rumores indicavam que a alemã BMW AG, a sueca Investor AB, investidores chineses ou russos eram compradores em potencial. Enfim, o valor oferecido não foi considerado o único fator na venda – a preferência da Volvo Cars por seu novo proprietário, assim como o interesse estratégico de longo prazo da Ford, também influenciaram a decisão. Além disso, a AB Volvo deveria liberar os direitos de marca registrada para seu novo dono. Por fim, a Ford escolheu o Geely Holding Group para adquirir a Volvo Cars.
Inicialmente, a Geely negou o plano de compra da Volvo. A informação também foi negada pela Ford e pela própria Volvo num momento seguinte. Após a divulgação de estimativas que sugeriam que a Volvo valia somente US$1–1,5 bilhão, a controladora da Geely, Geely Group Holdings Co., começou a planejar um lance pela Volvo, contando com investimento de HK$2,59 bilhões (US$ 334 milhões) da Goldman Sachs para a holding.

### Aquisição pela Geely
A Ford Motor Company decidiu que consideraria colocar a Volvo Cars no mercado em dezembro de 2008, depois de sofrer com grandes perdas naquele ano. Em 28 de outubro de 2009, a Ford confirmou que, depois de avaliar várias ofertas, o comprador preferencial da Volvo Cars seria Zhejiang Geely Holding Group, controladora da montadora chinesa Geely Automobile. Em 23 de dezembro de 2009, a Ford confirmou que todos os termos comerciais substanciais da venda para a Geely haviam sido estabelecidos. O acordo definitivo foi assinado em 28 de março de 2010, com valor de $ 1,8 bilhão. A Comissão Europeia e o Ministério de Comércio da China aprovaram o acordo em 6 de julho e em 29 de julho de 2010, respectivamente. O acordo foi selado em 2 de agosto de 2010. A Geely pagou $1,3 bilhão em dinheiro e $ 200 milhões em bônus. Espera-se que novos pagamentos sejam feitos após uma adequação de preço. Essa foi a maior aquisição estrangeira realizada por uma montadora chinesa na história.
Stefan Jacoby, antigo diretor executivo da Volkswagen of America, tornou-se Presidente e Diretor Executivo da Volvo Cars Corporation em 16 de agosto, substituindo Stephen Odell, que se tornou diretor executivo da Ford Europe. Li Shufu se tornou Presidente do Conselho de Administração da Volvo Cars. Seus conselheiros incluem o Vice-Presidente Hans-Olov Olsson, antigo presidente e diretor executivo da Volvo Cars, e Håkan Samuelsson, antigo diretor executivo da MAN.

## Segurança
Há muito tempo a Volvo Cars é comercializada e destacada por sua reputação histórica em solidez e confiabilidade. Antes mesmo do estabelecimento de leis rígidas para a segurança, a Volvo já estava na vanguarda da engenharia de segurança.
Em 1944, a empresa introduziu o vidro laminado no modelo PV. Em 1958, o engenheiro da Volvo Nils Bohlin inventou e patenteou o moderno Cinto de Segurança de Três Pontos, que se tornou padrão em todos os carros da Volvo em 1959. A Volvo foi a primeira empresa a produzir carros com tablier almofadado a partir do fim de 1956, com seu modelo Amazon. Além disso, a Volvo desenvolveu o primeiro assento infantil voltado para a traseira do automóvel, em 1964, e introduziu seu próprio assento infantil elevado em 1978.
Em 1986, a Volvo introduziu a primeira luz de freio em montagem central elevada (um tipo de luz de freio não compartilhada com as luzes traseiras), que se tornou obrigatória em território nacional nos Estados Unidos com o modelo daquele ano. A inovação em cintos de segurança e assentos infantis continuou, como no 960, de 1991. Esse modelo introduziu o primeiro cinto de três pontos no meio do assento traseiro, além de uma almofada infantil de segurança integrada ao braço do meio. Também em 1991, o Sistema de Proteção contra Impacto Lateral (SIPS - Side Impact Protection System) foi introduzido nos modelos 940/960 e 850. O sistema canaliza a força do impacto lateral para longe das portas, em direção à gaiola de proteção.
Para aprimorar seu SIPS, em 1995 a Volvo se tornou a primeira empresa automotiva a apresentar airbags laterais e passou a instalá-los como equipamento de série em todos os modelos em 1996. O primeiro modelo 1995 com airbags de proteção de série foi o Volvo 850 com pacote de equipamentos mais completo e o novo componente também foi oferecido como opcional para o modelo com outros pacotes. No entanto, já na metade da produção para aquele ano, os airbags laterais passaram a sair de série em todos os 850. O item se tornou padrão em todos os modelos 1996 da Volvo.
Em 1998, a Volvo também desenvolveu e foi a primeira a instalar o airbag para cabeça, que se tornou padrão em todos os novos modelos, além de ser incluído como item de série em alguns modelos já existentes. O airbag para cabeça não foi oferecido com o C70 1996 porque o design inicial previa a implantação do item no teto e, como o C70 é um conversível, não poderia acomodar o componente. Anos mais tarde, o C70 foi apresentado com airbag para cabeça implantado acima da porta, eliminando o problema da posição do teto. Diversas entidades certificadoras avaliam que os airbags do tipo cortina para cabeça podem reduzir o risco de morte em impacto lateral em até 40%, e lesões cerebrais em até 55%, além de proteger em situações de capotamento.
Em 1998, a Volvo introduziu seu Sistema de Proteção Contra Efeito Chicote (WHIPS - Whiplash Protection System), aparelho de segurança projetado para evitar lesões nos usuários dos bancos dianteiros durante a colisão. Em 2004, a Volvo introduziu o sistema BLIS, que detecta quando um veículo entra no ponto cego do Volvo através de um sensor no espelho lateral, alertando o motorista com um sinal luminoso. Aquele ano também assistiu à comercialização de modelos da marca equipados com lanternas laterais e luzes diurnas em todos os mercados. Muito da tecnologia de segurança da Volvo tem sido atualmente repassado também para outros veículos da Ford. Em 2005, a Volvo apresentou a segunda geração do Volvo C70, com cortinas laterais infláveis extra-duras no módulo de porta (as primeiras desse tipo para conversíveis).
Em 2006, a marca lançou o controle remoto do Comunicador Pessoal do Carro (PCC – Personal Car Communicator) como opcional nos novos Volvo S80. Com ele, o motorista consegue revisar o nível de segurança do carro antes de entrar no veículo, confirmando se o alarme foi ligado e o carro, trancado. Além disso, um sensor de batimentos cardíacos alerta se houver alguém escondido dentro do automóvel. O novo Volvo S80 também foi o primeiro modelo da empresa a apresentar Controle adaptativo de velocidade (ACC – Adaptive Cruise Control) com Aviso de Colisão com Apoio à Travagem (CWBS - Collision Warning and Brake Support).
Embora a Volvo Car Corp pertença ao grupo chinês Geely, seus sistemas de segurança ainda são itens de série em todos os seus veículos. A Volvo patenteou todas as suas inovações em segurança, incluindo SIPS, WHIPS, ROPS, DSTC, IC e estruturas de carroceria. Alguns desses sistemas também são oferecidos em outros veículos da Ford de forma semelhante, mas somente porque a Volvo autorizou seu uso pela FOMOCO e por outros membros do PAG.
Um relatório de 2005 da FOLKSAM colocou o 740/940 (a partir de 1982) entre os carros que estão 15% acima da média – a segunda categoria mais alta na classificação.
A empresa promoveu o recall do Volvo 745 por causa da montagem dos cintos de segurança dianteiros, que poderiam quebrar em caso de colisão.
Em 2005, quando a organização não governamental sem fins lucrativos Insurance Institute for Highway Safety (IIHS) lançou sua primeira lista anual dos Modelos Mais Seguros, nenhum dos veículos comercializados pela Volvo nos EUA figurou entre os selecionados. Segundo Russ Rader, porta-voz da IIHS, a Volvo ficou atrás de seus concorrentes nesse quesito. Dan Johnston, porta-voz da Volvo, negou a afirmação de que os automóveis da empresa são de qualquer forma menos seguros que os carros listados no ranking do Instituto. Ele acrescentou que “é a filosofia de segurança que é diferente da montagem pensada para passar nesse tipo de teste."
De acordo com a IIHS, o S80 da Volvo venceu o Prêmio dos Modelos mais Seguros em 2009, mas o S40 e o S60 (ambos modelos 2005–09 com airbags laterais de série) não atingiram a classificação mais alta em seu teste de impacto lateral. O C30 da marca ainda não foi testado pela IIHS, mas recebeu da EuroNCAP 5 estrelas no quesito segurança.
Ainda assim, segundo a IIHS, nos últimos anos a Volvo Cars ainda tem conseguido manter seus altos padrões de segurança, como observado a partir dos resultados dos testes. Seus modelos XC90, S80 e C70 registraram as notas máximas nos testes de colisão.
Em 2008, a justiça francesa considerou a Volvo parcialmente responsável pela morte de duas crianças e pelos ferimentos graves em uma pessoa em Wasselonne em acidente que aconteceu em 17 de junho de 1999, causado pela falha do freio de um Volvo 850 1996. O tribunal condenou a Volvo a pagar uma multa de 200 000 euros.

### Marcos em segurança
- 1944 Gaiola de segurança
- 1944 Para-brisa laminado
- 1954 Desembaçador de para-brisa
- 1956 Limpador de para-brisa

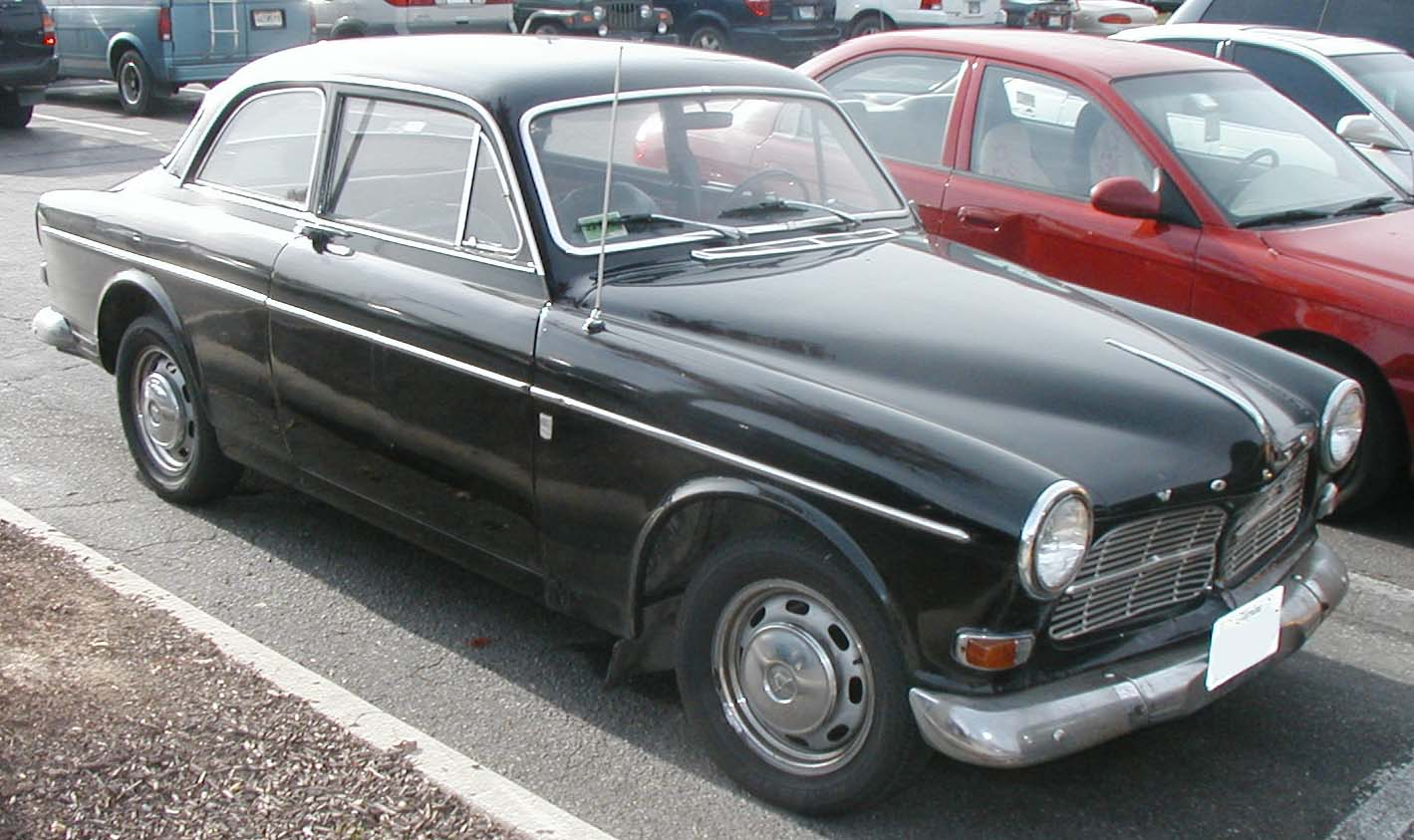
O Amazon tornou-se notável por suas características de segurança, tablier almofadado, cintos de segurança dianteiros e traseiros e para-brisa laminado

- 1957 Gancho para cintos de segurança de dois pontos dianteiros
- 1958 Gancho para cintos de segurança de dois pontos traseiros
- 1959 Cinto de segurança dianteiro de 3 pontos padrão
- 1960 Painel de instrumentos com revestimento almofadado
- 1964 Primeiro teste com protótipo de assento infantil voltado para a traseira do automóvel
- 1966 Zonas de deformação dianteiras e traseiras
- 1966 Travas de segurança
- 1967 Cinto de segurança para assento traseiro
- 1969 Cinto de segurança retrátil
- 1971 Alerta para cinto de segurança
- 1972 Cinto de segurança de 3 pontos traseiro
- 1972 Assento infantil voltado para a traseira do automóvel
- 1972 Travas de segurança para crianças nas portas traseiras
- 1974 Coluna de direção com absorção de impacto multidirecional
- 1974 Sensor de luz
- 1975 Sistema de freios com cilindro mestre de furos escalonado
- 1978 Assento elevado para segurança infantil
- 1982 Proteção "anti–submarina"
- 1986 Cinto de segurança de três pontos para meio do assento traseiro
- 1990 Assento elevado para segurança infantil integrado ao centro do banco traseiro
- 1991 SIPS – Sistema de Proteção contra Impacto Lateral
- 1991 Cinto de segurança com regulagem automática de altura
- 1992 Assento traseiro reforçado em peruas
- 1995 Assento elevado para segurança infantil integrado ao banco traseiro externo
- 1997 ROPS – Sistema de Proteção contra Capotamento (C70)
- 1998 WHIPS – Sistema de Proteção contra Efeito Chicote
- 1998 IC – Cortina Inflável
- 2001 SCC – Carro conceito Volvo Safety
- 2002 RSC – Controle de Estabilidade AntiRolagem
- 2003 Nova Estrutura Frontal chamada Arquitetura Inteligente de Veículos Volvo (VIVA, S40, V50)
- 2003 Alerta de cinto de segurança traseiro (no S40 e no V50)
- 2003 IDIS – Sistema Inteligente de Informações ao Motorista (no S40 e no V50)
- 2003 Inauguração da Equipe de Pesquisa em Acidentes de Tráfego da Volvo em Bancoc
- 2004 BLIS – Sistema de Informações para Ponto Cego (no S40 e no V50)
- 2005 Introdução da DMIC (Cortina Inflável no Módulo de Porta, novo Volvo C70)
- 2006 PCC – Comunicador Pessoal do Carro (S80)
- 2006 CWBS – Aviso de Colisão com Apoio à Travagem (S80)
- 2007 PPB – Freio Eletrônico de Estacionamento (S80)
- 2007 DAC – Driver Alert Control (Controle de Alerta ao Motorista) (V70, XC70)
- 2009 City Safety – Para o carro automaticamente se a velocidade estiver abaixo de 19 mph (31 km/h) caso alguma obstrução seja detectada à frente (XC60)
- 2010 Detecção de Pedestres com freagem automática (New S60)

## Modelos de carros

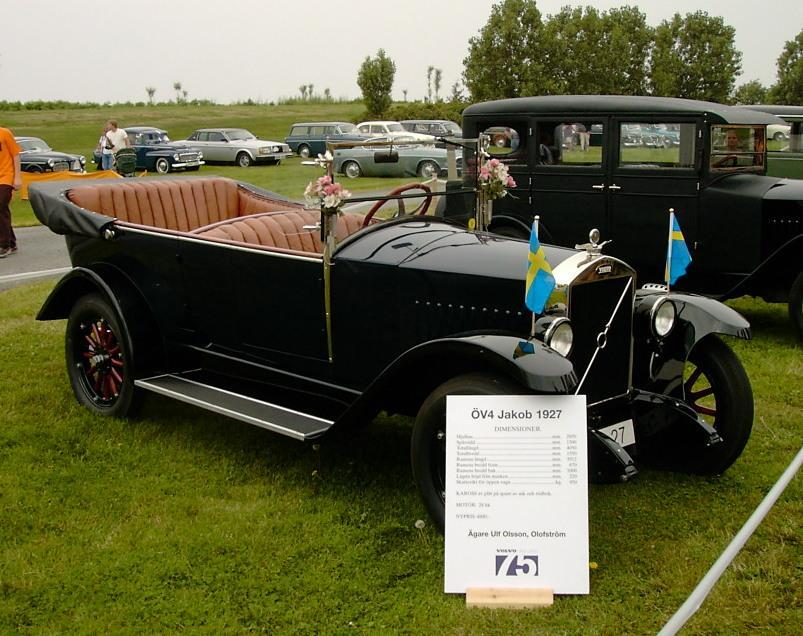
1927 Volvo ÖV 4.

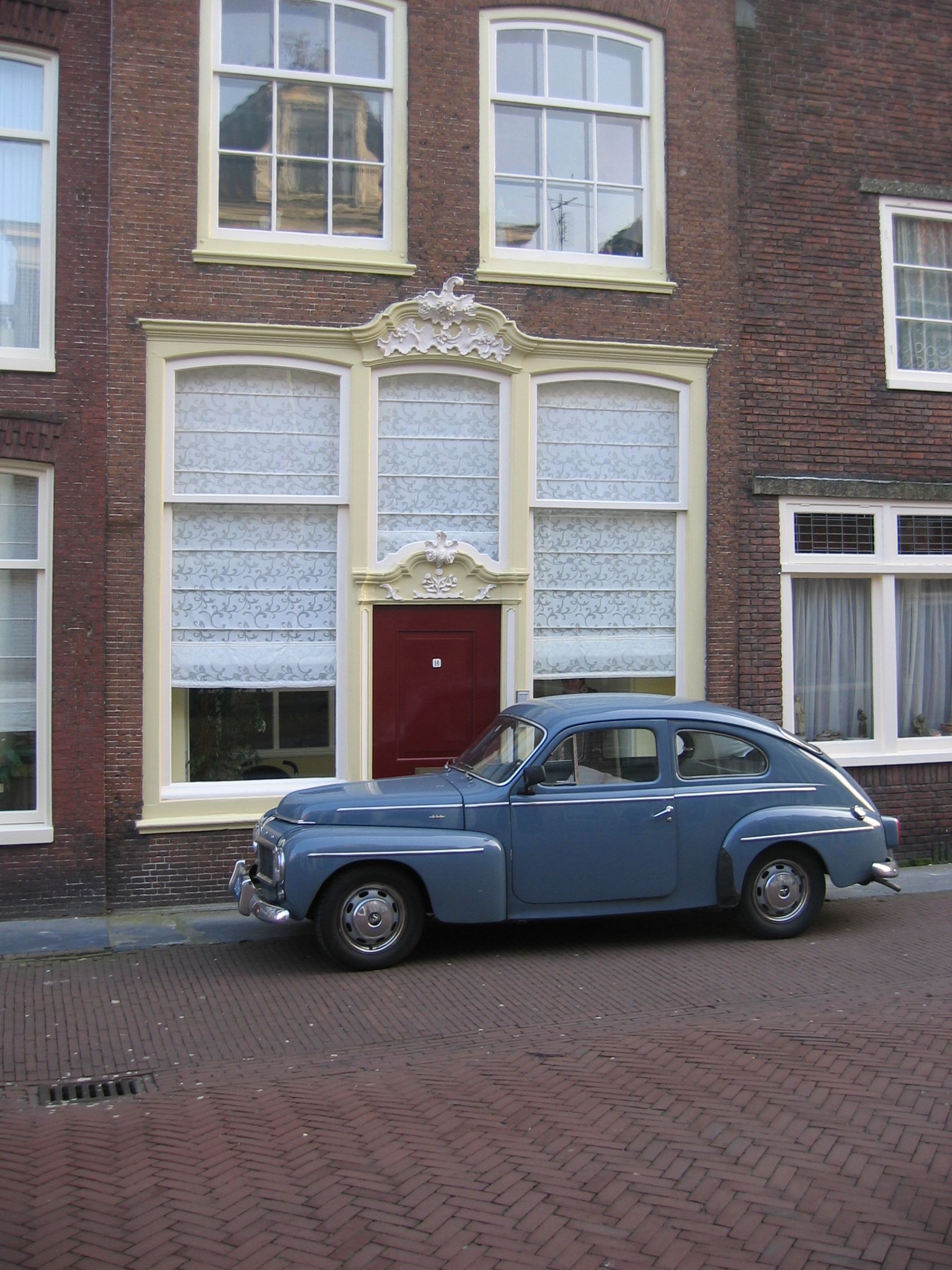
Volvo PV544.

### Primeiros anos
- Volvo ÖV 4, também conhecido como Jakob
- Volvo PV650 Series
- Volvo TR670 Series
- Volvo PV 36 Carioca
- Volvo PV51
- Volvo PV800 Series (civil (PV801, PV802, PV810, PV821, PV822 and PV831) e militar (TP21/P2104, P2104))
- Volvo PV 60
- Volvo PV444/544
- Volvo Duett (Volvo PV445, P210)
- Volvo P1900
- Volvo Amazon/Volvo 122
- Volvo P1800
- Volvo 66
- Volvo C202
- Volvo C3-series (C303, C304 and C306)

### Nomenclatura de três dígitos
A partir de 1966 com a série 140, a Volvo começou a utilizar um sistema de três dígitos para designar seus carros. O primeiro número corresponde à série; o segundo, ao número de cilindros e o terceiro, à quantidade de portas. Portanto, 164 se refere a um modelo da série 1 com motor de 6 cilindros e 4 portas. No entanto, houve exceções à regra—o modelo 780, por exemplo, foi produzido com motores V6 turbo-alimentados de quatro cilindros em linha a gasolina naturalmente aspirados e de seis cilindros em linha a diesel, mas nunca com oito cilindros, como poderia sugerir sua nomenclatura. De forma semelhante, o 760 é frequentemente equipado com motor turbo-alimentado de quatro cilindros em linha e o Volvo 360 possui somente quatro cilindros. Alguns 240GLT foram montados com motor de seis cilindros em linha. A empresa deixou de relacionar o dígito final com o significado anteriormente atribuído a ele em carros posteriores, como o 740, mas o número continuou identificando carros debaixo do capô e na placa de identificação. Os Números de Identificação de Veículos da Volvo (códigos VIN) sempre receberam o YV1, simbolizando a Suécia, a Volvo e a Volvo Car Corp.
- Volvo 140 (Volvo 142, Volvo 144, Volvo 145)
- Volvo 164
- Volvo 240 (Volvo 242, 244, 245)
- Volvo 260 (Volvo 262C, 264, 265)
- Volvo 340 (Volvo 343, 345)
- Volvo 360
- Volvo 440
- Volvo 460
- Volvo 480
- Volvo 740
- Volvo 760
- Volvo 780
- Volvo 850
- Volvo 940
- Volvo 960

### Modelos atuais
Atualmente, a empresa utiliza um sistema de letras que denotam o estilo da carroceria, seguido do número de série. “S” corresponde a salão ou sedan, “C” designa coupé ou conversível e “V” representa os modelos versáteis, como as peruas. “XC” significa cross country, originalmente somado ao modelo V70 mais resistente, como o V70XC, e indica tração 4x4 com suspensão levantada para parecer com uma SUV. Posteriormente, a Volvo alterou seu nome para XC70 para mantê-lo consistente com o XC90. Portanto, um V50 é uma perua ("V") menor que um V70.
Originalmente, a Volvo planejava um esquema de nomenclatura diferente. “S” e “C” deveriam designar a mesma coisa e “F” significaria “flexibilidade” e seria usado em peruas. Quando a Volvo introduziu a primeira geração do S40 e do V40 em Frankfurt em 1994, os modelos foram anunciados como S4 e F4. No entanto, a Audi questionou direitos inerentes relativos ao nome S4, já que essa denominação é adotada para seus carros esportivos “S” e uma versão a ser introduzida do Audi A4 teria o nome S4. A Volvo concordou em incluir um segundo dígito e, portanto, seus modelos passaram a se chamar S40 e F40. No entanto, essa nova designação levou a uma queixa por parte da Ferrari, que utilizava o nome Ferrari F40 em seu lendário carro esportivo. Esse novo evento levou a Volvo a mudar a sigla “F” para “V”, de versátil.

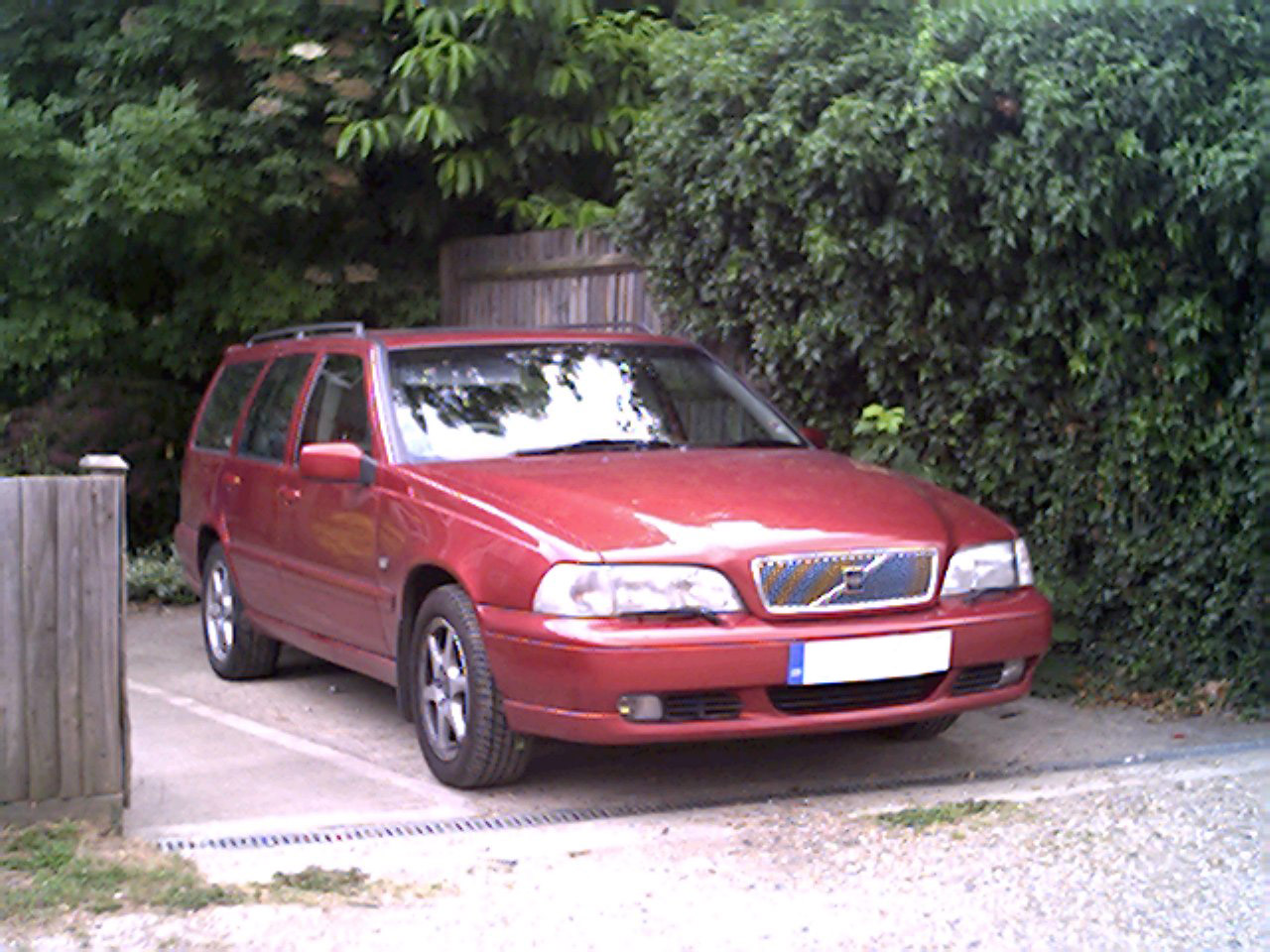
Perua Volvo V70 1998.

- Carros pequenos (Plataforma Volvo P1)
  - Volvo C30 2006-atual (M/A 2007–)
  - Volvo C70 2006-atual (M/A 2005–)
  - Volvo S40 2004–atual (M/A 2004–)
  - Volvo V50 2003–atual (M/A 2004–)
- Carros grandes (Plataforma Volvo P2)
  - Volvo XC90 2002–atual (M/A 2003–)
- Carros grandes (Plataforma Volvo Y20)
  - Volvo S60 2010– (M/A 2010-)
  - Volvo S80 2006–atual (M/A 2007–)
  - Volvo V70 2007–atual (M/A 2008–)
  - Volvo XC60 2008–atual (M/A 2009–)
  - Volvo XC70 2007–atual (M/A 2008–)

### Carros conceito
- Volvo Venus Bilo (1933)
- Volvo Philip (1952)
- Volvo Margarete Rose (1953)
- Volvo Elisabeth I (1953)
- Volvo VESC (1972)
- Volvo 1800 ESC (1972)
- Volvo EC (1977)
- Volvo City Taxi (1977)
- Volvo Tundra (1979)
- Volvo VCC – Carro Conceito Volvo (1980)
- Volvo LCP2000 (1983)
- Volvo ECC – Carro Conceito Ecológico (1992)
- Volvo ACC – Carro Conceito Aventura (1997)
- Volvo SCC – Carro Conceito Segurança (2001)
- Volvo PCC – Carro Conceito Performance (2001)
- Volvo PCC2 (2002)
- Volvo ACC2 (2002)
- Volvo VCC – Carro Conceito Versatilidade (2003)
- Volvo YCC – O Seu Carro Conceito (2004)
- Volvo T6 (2005)
- Volvo 3CC (2005)
- Conceito de Projeto Volvo C30 (2006)
- Conceito Volvo XC60 (2006)
- Conceito Volvo ReCharge (2007)
- Conceito Volvo S60 (2008)
- C30 DRIVe Electric (2010)
- Concept Universe (2011)
- Volvo Concept You (2011)

## Propulsão alternativa

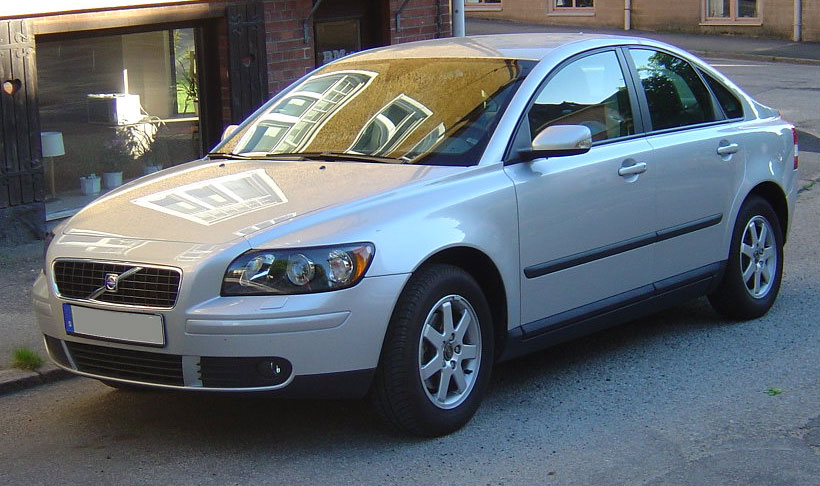
O Volvo FlexiFuel S40 de 2005 foi um dos primeiros carros flex E85 lançado no mercado sueco por uma montadora nacional. O modelo é atualmente comercializado no mercado europeu.

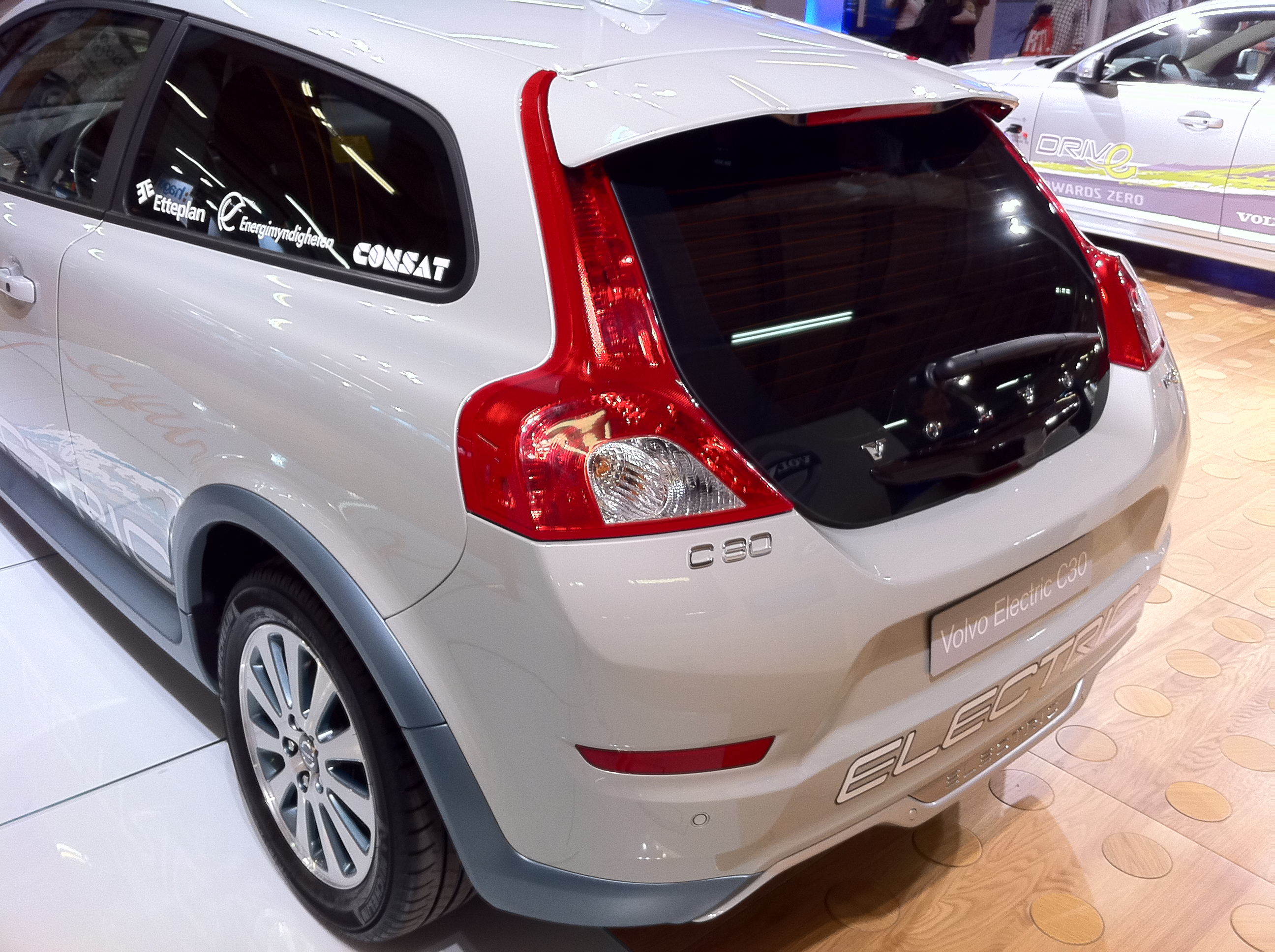
O carro conceito Volvo C30 DRIVe Electric foi apresentado no Paris Motor Show em 2010.

### Veículos flex
Em 2005, a Volvo introduziu seus primeiros modelos flex E85 no mercado sueco. A empresa apresentou o S40 e o V50 com motores flex, depois seguidos do então novo C30 no fim de 2006. Inicialmente, todos os modelos da marca estavam restritos ao mercado sueco até que, em 2007, esses três carros foram lançados em oito novos mercados europeus. Em 2008, a Volvo lançou o V70 com motor flex turbo-alimentado de 2,5 litros.

### Híbridos plug-in
O  Volvo ReCharge é um carro conceito híbrido plug-in que funciona por até 60 milhas (97 km) por eletricidade (AER), oficialmente revelado no Salão do Automóvel de Frankfurt de 2007.
Em 1 de junho de 2009, a Volvo anunciou o lançamento de híbridos plug-in movidos a diesel e a eletricidade produzidos em massa com previsão de início até 2012. A empresa planeja vender um híbrido serial com o objetivo de atingir níveis de emissão de 2 inferiores a 50 gramas por quilômetro. Como parte de uma joint venture com a Vattenfall, empresa de energia sueca, a Volvo converteu dois Volvo V70 em modelos híbridos plug-in que passam por testes de campo em Gotemburgo, na Suécia desde dezembro de 2009. A Vattenfall deu aos clientes a oportunidade de participar desse teste de fornecimento de eletricidade renovável gerada a partir de energia eólica ou hidrelétrica. Entre outros desafios, esse teste permitiu experimentar um carro elétrico em temperaturas baixas, situação desvantajosa para veículos plug-in.
Em janeiro de 2011 foi apresentado no Salão do Automóvel de Detroit, Estados Unidos, o modelo Volvo XC60 Plug-in Hybrid Concept. Entre muitas novidades, o crossover permite ao motorista escolher entre três tipos de motor: elétrico, híbrido ou à gasolina.

### Carro elétrico
O carro conceito Volvo C30 DRIVe Electric foi exibido no Salão do Automóvel de Paris de 2010 e os testes de campo começaram em 2010 com 10 unidades em Gotemburgo, Suécia. O carro elétrico C30 DRIVe possui uma bateria de íon lítio, alcança até 130 km/h (81 mph) e alcance com energia elétrica de até 150 quilômetros (93 milhas). Após realizar vários testes, a Volvo já iniciou a produção do modelo.

## Locais de produção
- Escritório Central em Torslanda, Gotemburgo, Suécia (Sede da Volvo Cars e Centro de Segurança)
- Fábrica Torslandaverken (Volvo Cars Torslanda) em Torslanda, Gotemburgo, Suécia, 1964–
  - Volvo V70, Volvo XC70, Volvo S80, Volvo XC90, Volvo V60 a partir do fim de 2010.
- Pista de Testes da Volvo em Hällered, Suécia
- Fábrica Volvo Uddevallaverken em Uddevalla, Suécia, (Pininfarina Sverige AB) 1989-atual, desde 2005 a planta é operada pela Volvo Cars e pela Pininfarina
  - Volvo C70
- Fábrica Volvo Car Gent (Volvo Cars Ghent) em Gante, Bélgica,  1965-
  - Volvo C30, Volvo S40, Volvo V50, Volvo S60, Volvo XC60
- Fábrica de Skövde em Skövde, Suécia (Motores de carros e camiões/caminhões)
- Fábrica de Floby em Floby, Suécia (Travões/freios, sistemas de escapamento, etc...)
- Fábrica de Olofström (Volvo Car Body Components) em Olofström, Suécia (Carroçaria/carroceria para Volvo e Jaguar)

Locais de montagem no mundo:
- Kuala Lumpur, Malásia (Swedish Motor Assemblies SDN BHD)
- Chongqing, China (os modelos Volvo S40 e Volvo S80L são produzidos para o mercado local na planta chinesa da joint venture da Ford com a Changan Motors)

A Volvo Cars já teve instalações de produção nas seguintes localidades:
- Pretória, África do Sul (Produção descontinuada em 2006 em função de disputas ligadas a acordos comerciais entre a UE e a África do Sul, assim como também em função da demanda reduzida).
- Born, Países Baixos (NedCar, fka Volvo Car B.V., 1972–2004) Vendida em 2004 para a Mitsubishi Motors
- Halifax, Canadá (Volvo Halifax Assembly)
- Kalmar, Suécia (1972–1994)
- Köping, Sweden (Vendida para a Getrag GmbH)
- Samut Prakan, Tailândia (Thai-Swedish Assembly Company Limited) Vendida em 2008 para a AB Volvo

Há registros de que, após sua venda para Geely, a Volvo está planejando a construção de uma nova planta na China que poderá dobrar sua produção mundial anual.

## Tipos de motor
A Volvo utiliza motores em linha na produção de seus veículos. A marca também é conhecida por adotar o motor de 5 cilindros em linha em seus produtos desde sua introdução no mercado, em 1993, com o Volvo 850.
- Ver também: Lista de motores Volvo
- Seis cilindros, válvula lateral – utilizado nos modelos PV651/2, TR671/4, PV653/4, TR676/9, PV658/9, PV36, PV51/2, PV53/6, PV801/2, PV821/2, PV831/2 e PV60 entre 1929 e 1958
- B4B e B14A – utilizados nos modelos Volvo PV e Volvo Duett entre 1947 e 1956
- B16 (A e B) – utilizado nos modelos PV, Duett e Volvo Amazon entre 1957 e 1960
- B18 e B20 – 8v OHV de 1.8 L/2.0 L utilizado em todos os modelos da Volvo entre 1961 e 1974, exceto no 164 (e nos modelos Spec 240 americanos de 1975).
- B19, B21 e B23 – utilizado a partir de 1975
- B200 e B230 – 8v SOHC 2.0 L e 2.3 L, respectivamente, utilizados nas séries 240, 360, 700, 940 a partir de 1985
- B204 e B234 – motores de 16 válvulas DOHC de 2.0 L e 2.3 L
- B27/B28 e B280 – 12v SOHC de 2.7 e 2.8 L desenvolvidos em conjunto com Renault e Peugeot
- B30 – utilizado em todos os modelos 164

## Transmissões
As transmissões automáticas da Volvo costumavam eram feitas pela empresa ZF Friedrichshafen, mas atualmente são codesenvolvidas com a japonesa Aisin. Geartronic é o nome que a Volvo Cars dá a sua transmissão manual automatizada.
- Transmissão Volvo AW70
- Transmissão Volvo AW71
- Transmissão Volvo AW72
- Transmissão Volvo M30
- Transmissão Volvo M40
- Transmissão Volvo M400
- Transmissão Volvo M410
- Transmissão Volvo M41
- Transmissão Volvo M45
- Transmissão Volvo M46
- Transmissão Volvo M47
- Transmissão Volvo M50
- Transmissão Volvo M51
- Transmissão Volvo M56
- Transmissão Volvo M58
- Transmissão Volvo M59
- Transmissão Volvo M66
- IB5
- MTX75
- MMT6
- Transmissão Volvo M90
- Transmissão Volvo ZF4HP22
- AW50-42 (automática de 4 velocidades, FWD/AWD)
- AW55-50/51 (automática de 5 velocidades, FWD/AWD)
- GM4T65EV/GT (automática GM de 4 velocidades, FWD/AWD)
- AWTF-80 SC (automática de 6 velocidades, FWD/AWD)
- MPS6 (Powershift de dupla embreagem de 6 velocidades, FWD)

## Vendas
Vendas da Volvo Cars em 2009 (2008).

### Por mercado
1. Estados Unidos 61 426 (73 078)
2. Suécia 41 826 (47 775)
3. Reino Unido 34 371 (33 341)
4. Alemanha 25 221 (27 053)
5. China 22 405 (12 640)
6. Itália 15 896 (16 653)
7. Países Baixos 14 035 (16 742)
8. Bélgica 13 223 (12 872)
9. França 11 596 (11 745)
10. Espanha 8 306 (9 876)
11. Outros: 86 503 (112 522)

### Por modelo
1. XC60 61 667
2. V50 54 062
3. V70 45 836
4. S40 36 954
5. XC90 32 754
6. C30 32 409
7. S80 28 171
8. XC70 18 032
9. S60 14 131
10. C70 10 792

## Marketing

O símbolo de Marte é utilizado desde tempos imemoriais para representar o ferro.

O nome Volvo, em Latim, significa “eu rodo” ou, por analogia, “eu guio”.

### Logotipo
A Volvo adotou como símbolo um sinal ancestral utilizado na química para designar o ferro. A imagem simboliza tanto a força do ferro utilizado no carro quanto a qualidade reconhecida do ferro sueco. A linha diagonal (uma barra de metal) atravessando a grade foi colocada para afixar o símbolo – um círculo com uma flecha – à frente do radiador.

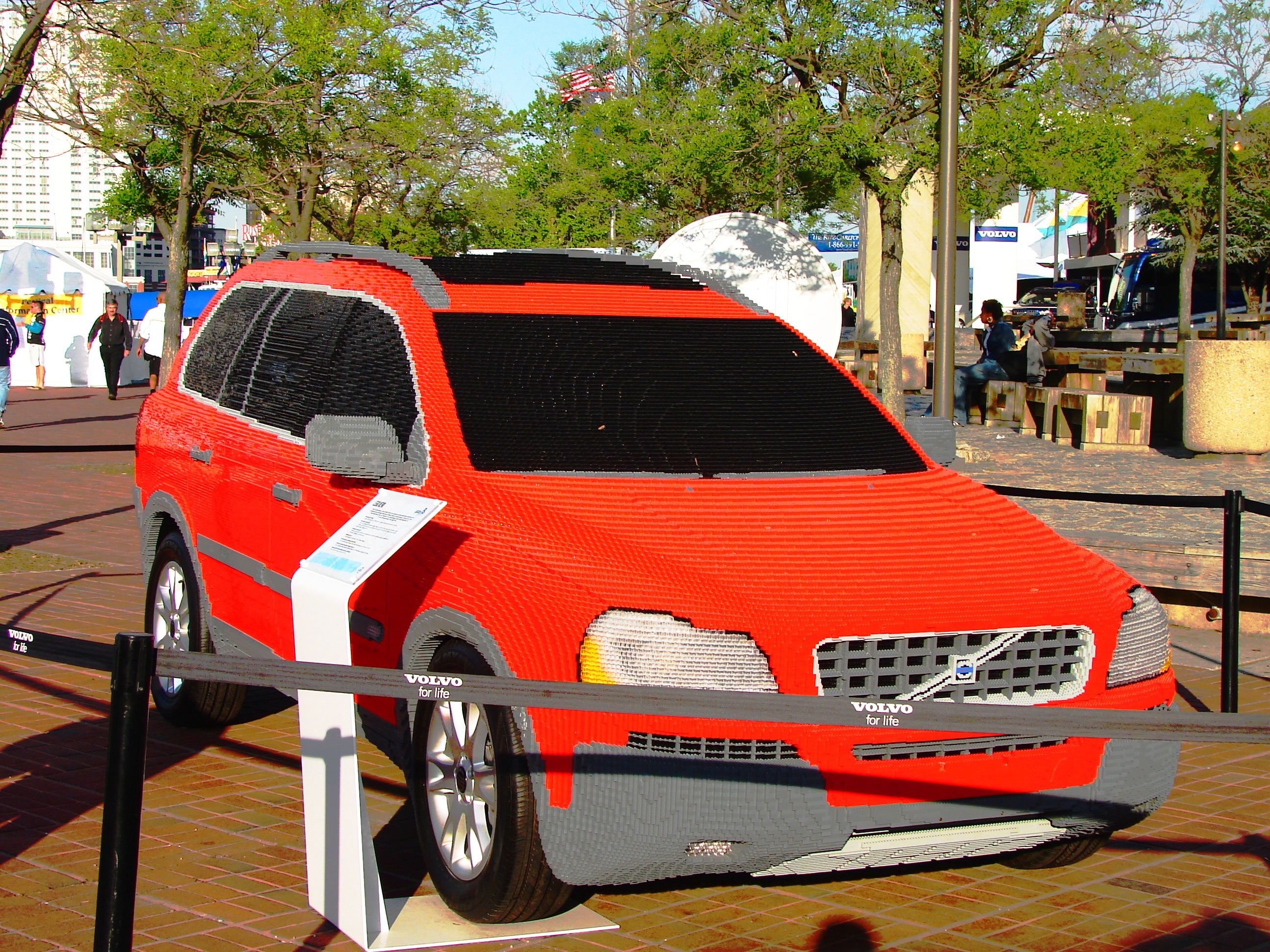
Modelo Volvo XC90 feito de peças de Lego exibido durante a Volvo Ocean Race – 2006 no Porto Interior de Baltimore.

### Patrocínio
A Volvo aderiu ao Campeonato Europeu de Carros de Turismo com o Volvo 240 em meados dos anos 80. Os carros também participaram da Corrida da Guia, parte do Grand Prix de Macau, em 1985, 1986 e 1987, e venceram tanto em 1985 quanto em 1986.
A Volvo também participou do Campeonato Britânico de Carros de Turismo nos anos 90 com a equipe Tom Walkinshaw Racing. Essa parceria foi responsável pelo polêmico carro de corrida 850 Estate, que só foi considerado não competitivo quando a FIA passou a permitir o uso de suportes aerodinâmicos, em 1995. A TWR então construiu e correu com a perua 850, conquistando seis vitórias em 1995 e cinco em 1996, além de registrar uma vitória com o S40 em 1997 no BTCC. Em 1998, a equipe TWR Volvo venceu o Campeonato Britânico de Carros de Turismo, ocasião em que Rickard Rydell pilotou um S40R.
Em 2008, a Volvo participou do Campeonato Sueco de Carros de Turismo com um C30 alimentado com combustível de bioetanol E85. Os pilotos na ocasião foram Robert Dahlgreen e Tommy Rustad, que terminaram o campeonato em 5º e 10º, respectivamente. A Volvo também sinalizou intenção de participar do Campeonato Britânico de Carros de Turismo de 2009 com o mesmo carro.
A marca registrada Volvo atualmente é propriedade conjunta (50/50) da Volvo Group e da Volvo Car Corporation. Uma das principais atividades promocionais promovidas pela marca é a regata Volvo Ocean Race, conhecida antigamente como Whitbread Around the World Race. A empresa também promove a Volvo Baltic Race e a Volvo Pacific Race. Além disso, a Volvo também promove sua imagem através do patrocínio de torneios de golfe ao redor do mundo, incluindo campeonatos importantes como Volvo Masters e Volvo China Open.
A Volvo patrocinou pela primeira vez em 2001-2002 o Volvo Ocean Race, principal campeonato de iatismo ao redor do mundo. A próxima edição acontecerá entre 2011 e 2012. A Volvo também tem um compromisso antigo com a ISAF e está envolvida no Campeonato Mundial Volvo de Vela Jovem da ISAF desde 1997.
Desde os anos 50, a empresa possui um programa de vendas internacional especial para clientes estrangeiros, como, por exemplo, para Diplomatas, Militares e Expatriados.